# Real Convento de Nuestra Señora de la Candelaria
El Real Convento de Nuestra Señora de la Candelaria, más comúnmente conocido como Convento de los Dominicos de Candelaria es un convento dominico situado en la isla de Tenerife (Canarias, España). Se encuentra en el municipio de Candelaria, junto a la Basílica de Nuestra Señora de la Candelaria (Patrona de Canarias). Los Dominicos de Candelaria son considerados los guardianes del culto a la Virgen.

## El edificio
Justo al lado de la basílica, y unida a ella, se alza el convento de los dominicos, construido en 1803 tras sufrir un incendio el primitivo convento. El convento está regentado por los dominicos, que desde 1530 son los capellanes de Virgen de la Candelaria.
En su capilla acoge un museo en el que se exponen objetos relacionados con la historia y el culto a la Virgen de Candelaria. Es un museo dedicado al arte religioso, en el que se pueden contemplar varias piezas de orfebrería, pintura, escultura e incluso mobiliario de época. 
En el interior del convento se encuentran las imágenes de Santo Domingo de Guzmán, fundador de la Orden de Predicadores (Orden de los Dominicos), Santa Catalina de Siena y San Pedro Mártir de Verona, obras de José Rodríguez de la Oliva. Además se encuentran diferentes cuadros-exvotos de la Virgen de Candelaria que los fieles han entregado al convento a lo largo de los siglos por los favores recibidos de la Virgen.

## Historia
Se sabe que los religiosos Dominicos llegaron a las Islas Canarias en misión evangelizadora. El Papa Paulo III, en bula fechada en Roma el 11 de marzo de 1542 concede a los Religiosos Dominicos, a perpetuidad, la imagen y el Santuario de Nuestra Señora de la Candelaria.
En 1596, el rey Felipe II se declaró protector y patrono de la Virgen de Candelaria, cargo que mantuvieron sus sucesores. El monarca, tras subir al trono, se declaró patrono del Convento Real de Nuestra Señora de la Candelaria, de ahí el rango de "Real" que lleva el santuario desde entonces.
Durante el siglo XVIII, el convento de Candelaria era el más rico de cuantos existían en el Archipiélago Canario, pero a mediados del siglo XIX la Ley de Desamortización de Mendizábal, obligó a los religiosos a dejar los conventos, las iglesias y los bienes que poseían. Los bienes pasaron al Estado y los religiosos se tuvieron que trasladar a la península ibérica. Más tarde los dominicos pudieron volver, el 9 de julio de 1922, los padres Ángel Peinador y Benjamín Gutiérrez tomaron posesión del santuario y de su convento.
El 19 de abril de 2005, la Basílica y el Real Convento de Nuestra Señora de la Candelaria fueron declarados Bien de Interés Cultural de Canarias (BIC), con la categoría de monumento. Ese día concluyó un expediente iniciado con una Resolución de la Dirección General de Bellas Artes y Archivos del Ministerio de Cultura de 11 de abril de 1983.
En la actualidad, el Real Convento es sede de la Provincia Dominica de Nuestra Señora de Candelaria, la cual incluye a todo el Archipiélago Canario.

## En la actualidad
Actualmente el Real Convento de los Dominicos de Candelaria sigue ejerciendo su función, y son los encargados de la imagen y de la basílica de la Virgen. Los frailes mantienen los principales ceremoniales, desde el ritual secreto de la vestición de la imagen de la Virgen hasta las bendiciones públicas.
A principios del mes de agosto la imagen de Santo Domingo de Guzmán que se custodia durante todo el año en este convento se traslada al altar mayor de la Basílica de la Virgen de Candelaria para celebrar su festividad que se celebra cada 8 de agosto, este día se celebran dos grandes eucaristías dedicadas al Santo y a las comunidades dominicas de todo el mundo. Estos actos se encuadran dentro del programa de la Festividad de agosto de la Virgen de Candelaria.